# Ravensberg (Kilonia)
Ravensberg, Kiel-Ravensberg – dzielnica miasta Kilonia w Niemczech, w kraju związkowym Szlezwik-Holsztyn.